# Josef Žluťák Hrubý
Josef Žluťák Hrubý (2. prosince 1943 Praha – 28. dubna 2015 Praha) byl český herec, spisovatel a agent StB s krycím jménem Fox a Ibis.

## Kariéra

### Udavačská
V 60. letech 20. století navázal kontakty s generačně a názorově spřízněnými divadelníky a filmaři. Od té doby dostával menší filmové role. Prošel řadou různých zaměstnání, pracoval jako odečítatel vodoměrů, liftboy, promítač a noční recepční v hotelu Kriváň na náměstí I. P. Pavlova. Jako tajný spolupracovník Státní bezpečnosti donášel řadu let informace o aktivitách lidí z uměleckého prostředí; v mnoha případech to dělal „sám od sebe“ a dobrovolně. Z jeho spolupráce byla zveřejněna jen část jeho aktivit – například: Za svého přítele jej považoval Ivan M. Jirous, který přímo v recepci hotelu míval důvěrné schůzky, mimo jiné zde v březnu 1976 proběhla seznamovací schůzka Jirouse s Václavem Havlem. Hrubý udal StB pořádání výstavy Eugena Brikciuse na půdě u bytu Pavla Brunnhofera. Výstava, kterou vidělo osm dětí a sto třicet čtyři dospělých, se konala 30. března 1977. Při policejní razii bylo  osmnáct  bylo osob zadrženo. K dalším lidem, na něž Hrubý donášel, patřili např. Milan Hlavsa a na Paula Wilsona byl Josef Hrubý přímo nasazen.

### Herecká
V roce 1997–1999 vytvořil postavu investigativního reportéra v satirickém autorském pořadu ČT Dvaadvacítka spolu s J. Krausem a J. Ornestem, s nimiž účinkoval v Divadle Kalich v komedii Nahniličko. 

### Spisovatelská
Je autorem jedné knihy tragikomických povídek z roku 2002: Ptáci od Jákoba. ISBN 80-7272-047-3